# Kazımcan Karataş
Kazımcan Karataş, né le 16 janvier 2003 à Izmir en Turquie, est un footballeur turc qui évolue au poste d'arrière gauche au Galatasaray SK.

## Biographie

### En club
Né à Izmir en Turquie, Kazımcan Karataş est formé par l'Altay SK qu'il rejoint à l'âge de six ans et où il effectue toute sa formation. Karataş joue son premier match en professionnel le 18 janvier 2020, lors d'une rencontre de deuxième division turque face à Ümraniyespor. Il entre en jeu à la place d'Hélder Tavares (en) lors de cette rencontre perdue par son équipe sur le score de un but à zéro.
L'Altay SK est ensuite promu à l'issue de la saison 2020-2021, Karataş fait alors ses débuts en Süper Lig, l'élite du football turc. Il joue son premier match dans cette compétition le 6 novembre 2021 contre Antalyaspor. Il entre en jeu et son équipe est battue (1-0 score final).
Le 1er juillet 2022, Kazımcan Karataş s'engage en faveur d'un des plus importants clubs du pays, le Galatasaray SK. Il signe un contrat courant jusqu'en juin 2027.
Karataş joue son premier match pour Galatasaray le 13 août 2022, lors d'une rencontre de championnat face au Giresunspor. Il entre en jeu à la place de Patrick van Aanholt et son équipe s'incline par un but à zéro.
Il découvre avec ce club la Ligue des champions, jouant son premier match le 8 août 2023, lors d'une rencontre qualificative pour la phase de groupe, face au NK Olimpija Ljubljana. Il est titularisé et son équipe s'impose par trois buts à zéro.
Le 29 juillet 2024, Kazımcan Karataş est prêté par Galatasaray au FK Orenbourg pour une saison, en Russie.

### En sélection
Le 27 septembre 2022, Kazımcan Karataş joue son premier match avec l'équipe de Turquie espoirs face à la Géorgie. Il est titularisé et se fait expulsé en prenant un second carton jaune, mais son équipe s'impose tout de même par un but à zéro ce jour-là.